# Рубла
Рубла (рум. Rubla) — село у повіті Бузеу в Румунії. Входить до складу комуни Валя-Римнікулуй.
Село розташоване на відстані 127 км на північний схід від Бухареста, 30 км на північний схід від Бузеу, 75 км на захід від Галаца, 118 км на схід від Брашова.

## Населення
За даними перепису населення 2002 року у селі проживали 1267 осіб, усі — румуни. Усі жителі села рідною мовою назвали румунську.